# 洛格芒·帕特肖
洛格芒·帕特肖，是伊朗脫合帖木兒王朝的第二任君主，承襲脫合帖木兒汗是脫合帖木兒王朝次任首領，由脫合帖木兒汗建立。於1385年上任。
| 前任： 脫合帖木兒汗 | 伊朗脫合帖木兒王朝君主 1385年—1388年 | 繼任： 彼勒克·帕特肖 |